# Medytacje o pierwszej filozofii
Medytacje o pierwszej filozofii (łac. Meditationes de prima philosophia, in qua Dei existentia et animæ immortalitas demonstratur) – łaciński traktat francuskiego filozofa René Descartes’a, wydany po raz pierwszy w 1641. Jest podstawowym źródłem do poznania metafizyki Kartezjusza i jednym z najważniejszych tekstów zachodniej filozofii.
Dzieło zostało umieszczone w index librorum prohibitorum dekretem Świętego Oficjum z 1663 roku.

## Opis
Traktat jest pogłębionym wykładem tez zawartych w czwartej części Rozprawy o metodzie. Kartezjusz poszukuje w nich podstaw wiedzy pewnej, uznając, że jest ona konieczną podstawą wszelkiego ludzkiego poznania (stanowisko takie określa się jako fundacjonalizm). Początkowo poddaje krytyce poszczególne rodzaje poznania, odrzucając wszystkie te jego rodzaje, które okazują się niepewne (sceptycyzm metodologiczny). Następnie poszukuje niepodważalnych podstaw wiedzy, znajdując ją w formule (wyrażonej już w Rozprawie o metodzie) Myślę więc jestem.

## Powstanie
Pomysł na napisanie Medytacji zrodził się w początkach pobytu Kartezjusza w Holandii (od 1629) i poprzedza wydaną w 1637 Rozprawę o metodzie. Sam zarys był gotowy już w 1629. Opóźnienie wydania Medytacji spowodowane jest obawami przed wzbudzeniem kontrowersji teologicznych. Z tego powodu, przygotowany tekst Medytacji zaprezentował czołowym filozofom, którzy wyrazili na jego temat swoje opinie. Do tego grona należeli: Johannes Caterus, Marin Mersenne (wraz z grupą paryskich matematyków, teologów i filozofów), Gérard Desargues, Antoine Arnauld, Thomas Hobbes, Pierre Gassendi, Gisbertus Voetius, grupa francuskich jezuitów (m.in. Pierre Bourdin), czy platonik z Cambridge Henry Moore. Kartezjusz ustosunkował się do tych głosów w Obiectiones et responsiones (Zarzutach kilku uczonych mężów), dołączanych do Medytacji już od pierwszego wydania i stanowiących ich integralną część. Kontakt z manuskryptem mieli również m.in. Henrik van Roy i Constantijn Huygens.

## Struktura
Medytacje zostały napisane w formie traktatu, w którym kolejne sześć medytacji prezentowane są jako kolejne dni rozważań.
1. „O czym można wątpić,
2. O naturze umysłu ludzkiego. Że jest on bardziej znany niż ciało,
3. O Bogu: że istnieje,
4. O prawdzie i fałszu,
5. O istocie rzeczy materialnych i raz jeszcze o Bogu, że istnieje,
6. O istnieniu rzeczy materialnych i o realnej różnicy między umysłem i ciałem.”

Następnie prezentowane jest siedem „Zarzutów uczonych mężów”, wraz z odpowiedziami autora.

## Pierwsze wydania
- 1641 – Meditationes de prima philosophia, in qua Dei existentia et animae immortalitas demonstrantur. Paryż: Michel Soly, pdf,
- 1642 – Meditationes de prima philosophia, in quibus Dei existentia & animae humanae à corpore distinctio demonstrantur: his adjunctae sunt variae objectiones doctorum virorum in istas de Deo & anima demonstrationes, cum responsionibus authoris. Amsterdam: Elzevir (II wydanie, zmienione i rozszerzone)
- 1647 – Méditations sur la philosophie première, dans lesquelles sont démontrées l’existence de Dieu et l’immortalité de l'âme. Paryż: duc de Luynes (francuskie tłumaczenie księcia de Luynes) pdf,

### Tłumaczenia polskie
- 1885 – Rozmyślania nad zasadami filozofii (tłum. Karol Dworzaczek, red. Henryk Struve). Skł. gł. w Księgarni E. Wendego i S-ki, Warszawa djvu,
- 1958 – Medytacje o pierwszej filozofii. (tłum. Maria Ajdukiewicz, Kazimierz Ajdukiewicz, Stefan Swieżawski, Izydora Dąmbska) Kraków: Państwowe Wydawnictwo Naukowe,
- 2002 – Medytacje o filozofii pierwszej. (tłum. Jan Hartman) Kraków: Zielona Sowa.